# Zef Serembe
Zef Serembe - właściwie: Giuseppe Serembe (ur. 6 marca 1844 w San Cosmo Albanese, prowincja Cosenza, zm. 1901 w São Paulo, Brazylia) – włoski pisarz i poeta, pochodzenia albańskiego.

## Życiorys
Zef Serembe studiował w College San Adriano w Cosenzy, pod kierunkiem Jeronima de Rady. Z powodu zubożenia rodziny musiał przerwać naukę i powrócić do rodzinnej wsi. O losach jego życia zadecydowała miłość do kobiety z rodzinnej wsi, która wyemigrowała wraz z rodziną do Brazylii i wkrótce po przyjeździe zmarła. W 1874 Serembe popłynął do Brazylii, aby odnaleźć grób ukochanej i rozpocząć tam nowe życie. Z pomocą Dory d'Istrii udało mu się uzyskać posadę na dworze cesarza Pedra II, ale rozczarowany Brazylią w 1875 zdecydował się powrócić do Europy. Okradziony z ostatnich oszczędności w Marsylii został zmuszony do powrotu pieszo w rodzinne strony. Pomoc uzyskał w Livorno od albańskiego działacza narodowego Demetrio Camardy, którego zafascynowały wiersze pisane przez Serembe. W latach 1876–1886 Serembe podróżował pomiędzy Albanią a Sycylią, aż w 1893 zdecydował się wyjechać do Stanów Zjednoczonych, gdzie przebywał dwa lata. W 1895 powrócił do rodzinnej Kalabrii, aby dwa lata później ponownie wyjechać do Ameryki Południowej. Osiadł w Buenos Aires, a kiedy gwałtownie pogorszył się stan jego zdrowia przeniósł się do brazylijskiego São Paulo, gdzie zmarł.

## Dzieła
Serembe pisał wiersze, dramaty, próbował swoich sił także w tłumaczeniu psalmów na język albański. Awanturnicze i niespokojne życie pisarza przyczyniło się do tego, że nie zachowała się większość z nich. Pierwszy tom jego poezji (w wersji dwujęzycznej: włoskiej i albańskiej) ukazał się w 1883 pt. Poesie italiane e canti originali tradotti dall’albanese. Najsłynniejszym dziełem Serembe jest ballada liryczna Powracający żołnierz (Il reduce soldato ballata lirica), wydana po raz pierwszy w 1895 w Nowym Jorku, w języku włoskim. Dzieła Serembe pisane po albańsku opublikowano 31 marca 1887 w czasopiśmie Arbri i ri (Młoda Albania), a w 1926 bratanek poety, Cosmo Serembe wydał w Mediolanie pośmiertnie zbiór wierszy stryja, w języku albańskim.
W 1999 nakładem wydawnictwa Argeta LMG ukazał się zbiór wierszy Zefa Serembe, w opracowaniu Klary Kodry. W 2000 ukazała się w Tiranie antologia tekstów Zefa Serembe w opracowaniu Perikli Jorgoniego. 
- 1968: Vjersha
- 1985: Poezi italishte dhe këngë origjinale. Ushtari i kthyer (baladë lirike)
- 1985: Studime dhe kritikë. Monografi
- 1999: Poezi
- 1999: Poezi të zgjedhura
- 2000: Më të bukurës në Strigari : vjersha, poema, balada, letërkëmbim
- 2002: Këngëtari i dashuruar : vjersha të zgjedhura
- 2004: Zotit : këngë shumëmetrike
- 2005: Më të bukurës që është në Strigar

## Pamięć
Imię Zefa Serembe noszą ulice w Tiranie, Durrësie i w Kamzie. W listopadzie 2021 w Bibliotece Narodowej w Tiranie otwarto wystawę poświęconą Zefowi Serembe, w 120 rocznicę jego śmierci.